# Thorectes asperifrons
Thorectes asperifrons är en skalbaggsart som beskrevs av Leon Fairmaire 1866. Thorectes asperifrons ingår i släktet Thorectes och familjen tordyvlar. Inga underarter finns listade i Catalogue of Life.